# Asma Afsaruddin
Asma Afsaruddin (19 de julio de 1958) es una académica y profesora estadounidense especializada en estudios islámicos. Se desempeña como profesora en el Departamento de Lenguas y Culturas de Oriente Próximo en la Universidad de Indiana en Bloomington.

## Biografía
Fue profesora asociada de estudios árabes e islámicos en la Universidad de Notre Dame. Anteriormente enseñó en la Universidad de Harvard y en la Universidad Johns Hopkins, de la que recibió su doctorado en 1993. Sus campos de especialización incluyen el pensamiento religioso y político del Islam, el estudio de los textos islámicos primarios (Corán y Hadiz), así como los estudios de género.
Ha sido miembro del consejo editorial del Boletín de la Asociación de Estudios de Oriente Medio, publicado por Cambridge University Press. Fue editora de la Enciclopedia Routledge de la civilización islámica medieval y consultora del Diccionario Oxford del Islam (2002).
Preside la junta directiva del Centro para el Estudio del Islam y la Democracia. También forma parte de los comités asesores de la Iniciativa Mundial Musulmana del Instituto de Paz de los Estados Unidos y de la organización de derechos humanos Karamah.

## Premios y honores
En 2015, el presidente iraní Hasán Rohaní le entregó el Jayezeh Jahani (Premio Mundial del Libro) al mejor libro nuevo en estudios islámicos por su libro Striving in the Path of God: Jihad and Martyrdom in Islam Thought. El libro también quedó en segundo lugar del Premio del Libro de la Sociedad de Amistad Británico-Kuwaití en 2014.

## Publicaciones
- Contemporary Issues in Islam (Edinburgh University Press, 2015).[8]
- Striving in the Path of God: Jihad and Martyrdom in Islamic Thought (Oxford University Press, 2013).[9]
- The First Muslims: History and Memory (Oxford: Oneworld Publications, 2008).[10]
- Excellence and Precedence: Medieval Islamic Discourse on Legitimate Leadership (Leiden: E.J. Brill, 2002)
- Hermeneutics and Honor: Negotiation of Female "Public" Space in Islamic/ate Societies (Cambridge, Mass.: Harvard University, 1999)
- Culture, and Language in the Near East : Essays in Honor of Georg Krotkoff (Eisenbrauns: Winona Lake, Ind., 1997